# Salinas de Oro
Salinas de Oro  en espagnol et Jaitz en basque
 est une municipalité de la communauté forale de Navarre, dans le Nord de l'Espagne.
Elle est située dans la zone linguistique mixte de la province, dans la mérindade d'Estella et à 27 km de sa capitale, Pampelune. Le secrétaire de mairie est celui de Abárzuza, Guesálaz, Lezáun et Vallée d'Yerri.

## Démographie
| Évolution démographique                                        | Évolution démographique | Évolution démographique | Évolution démographique | Évolution démographique | Évolution démographique | Évolution démographique | Évolution démographique | Évolution démographique | Évolution démographique | Évolution démographique |
| 1996                                                           | 1998                    | 1999                    | 2000                    | 2001                    | 2002                    | 2003                    | 2004                    | 2005                    | 2006                    | 2007                    |
| -------------------------------------------------------------- | ----------------------- | ----------------------- | ----------------------- | ----------------------- | ----------------------- | ----------------------- | ----------------------- | ----------------------- | ----------------------- | ----------------------- |
| 107                                                            | 108                     | 107                     | 114                     | 111                     | 106                     | 105                     | 109                     | 114                     | 115                     | 114                     |
| Sources: Salinas de Oro et instituto de estadística de navarra |                         |                         |                         |                         |                         |                         |                         |                         |                         |                         |

### Sources
- (es) Cet article est partiellement ou en totalité issu de l’article de Wikipédia en espagnol intitulé « Salinas de Oro » (voir la liste des auteurs).